# Buchholz, Schaumburg
Buchholz är en kommun och ort i Landkreis Schaumburg i förbundslandet Niedersachsen i Tyskland.
Kommunen ingår i kommunalförbundet Samtgemeinde Eilsen tillsammans med ytterligare fyra kommuner.